# Laterallus albigularis
Laterallus albigularis là một loài chim trong họ Rallidae.